# (236987) Deustua
(236987) Deustua est un astéroïde de la ceinture principale.

## Description
(236987) Deustua est un astéroïde de la ceinture principale. Il fut découvert le 26 août 2008 à La Sagra par l'Observatoire astronomique de Majorque. Il présente une orbite caractérisée par un demi-grand axe de 2,41 UA, une excentricité de 0,21 et une inclinaison de 1,3° par rapport à l'écliptique.

## Compléments